# Denis Bischeroux
 (avril 2024).
Si vous disposez d'ouvrages ou d'articles de référence ou si vous connaissez des sites web de qualité traitant du thème abordé ici, merci de compléter l'article en donnant les références utiles à sa vérifiabilité et en les liant à la section « Notes et références ».
Denis Bisscheroux, né à Liège le 7 septembre 1884 et mort en 1967, est un sculpteur de marionnettes belge.

## Biographie
Né à Liège en 1885, Denis Bisscheroux est ébéniste et sculpteur de formation. Il se perfectionne en statuaire auprès du sculpteur Togneri et apprend également la peinture à l'académie. Après la Première Guerre mondiale, il rachète le Théâtre Impérial, du 22 rue Roture à Liège, à la veuve Bawdin et décide de jouer se propres spectacles de marionnettes. En 1927, à court d'argent, il trouve un accord avec les « amis de la marionnette », société animée par Rodolphe de Warsage. Cet accord lui procure un soutien financier à condition de continuer de jouer ses spectacles et que la collection de 125 marionnettes leur soit rendue en cas d'arrêt. À partir de 1932, par manque d'argent et de commande de statuaire, sur les conseils d'un ami prénommé « Achile », il décide de fabriquer ses premières marionnettes et de les vendre, notamment plusieurs têtes au théâtre Houbiers de Seraing. 
Peu avant la Seconde Guerre mondiale, il perd sa femme et subit un autre drame : la mort de son fils unique au combat. Malgré différents revers de fortune, il continue de sculpter et organise ses spectacle jusqu'en mai 1964. Rongé par la maladie, il quitte sa maison de Roture pour rejoindre le home du Valdor. Il meurt en 1967 à l'âge de 82 ans.

## Théâtre royal ancien impérial
Au décès d'Alfred Bawdin, propriétaire du Théâtre impérial des Grandes Marionnettes Liégeoises, sa veuve, Marie-Catherine Daine, continue les spectacles avec l'aide de Jules Kinapenne. Ouvert en 1826, au 22 rue Roture, ce castelet est rénové en septembre 1918 lors de la reprise par Denis Bisscheroux. Ce jeune ébéniste lui donne le nom de Théâtre royal ex impérial. 
Face à la défection du public, Denis Bisscheroux est tenté, la mort dans l'âme, de mettre la clé sous la porte comme la plupart de ses collègues l'avaient déjà fait. C'est là qu'intervint Edmond Schoonbroodt, un planquet connu sous le pseudonyme de Rodolphe de Warsage, qui était l'animateur d'une association appelée Les Amis de la Marionnette dont le secrétaire était un certain Paul Dehousse. Cette association propose une aide financière à Denis Bisscheroux pour lui permettre de contribuer à jouer en échange de la nue-propriété du théâtre de marionnettes. Il n'était plus que le dépositaire de son matériel, mais il pouvait - et même devait - continuer à jouer et à encaisser les recettes.
En 1967 la maladie a raison de Denis Bischeroux. Il faut déménager son « trésor » et les Amis de la Marionnette se mettent à la recherche d'un nouveau local. C'est alors que le gouvernement de la République libre d'Outremeuse, dont Paul Dehousse était le secrétaire général, décide d’accueillir le castelet de Roture au musée Tchantchès où il est encore actuellement[évasif]. 129 marionnettes y sont transférées avec le théâtre. Si cette joue (traduction maladroite du wallon djowe) a appartenu à Bisscheroux, toutes les marionnettes n'ont pas été sculptées par lui. Certains sujets proviennent du théâtre Bawdin et le connaisseur peut reconnaître sur certains la griffe de Joseph Crits ou d'autres sculpteurs.